# Vasilia vietnamensis
Vasilia vietnamensis är en insektsart som beskrevs av Andrej Vasiljevitj Gorochov 1988. Vasilia vietnamensis ingår i släktet Vasilia och familjen syrsor. Inga underarter finns listade i Catalogue of Life.